# Lagonomegopidae
A Lagonomegopidae a főpókok (Araneomorpha) alrendjébe sorolt orgyilkos pókok (Palpimanoidea) öregcsaládjának egyik kihalt családja négy ismert nemmel.
Alkatuk a mai ugrópókfélékére (Salticidae) emlékeztet annak ellenére, hogy rokonságuk meglehetősen távoli. A szemükben kialakult tapetum lucidum (fényvisszaverő réteg) éjszakai életmódra utal. Fosszíliák igazolják, hogy számos mai rokonukhoz hasonlóan nőstényeik eleinte védték, gondozták utódaikat.